# 이즈미 무쓰히코
이즈미 무쓰히코(일본어: 泉 陸奥彦)는 기타리스트로 게임 뮤직 작곡가 중 한 명으로, 기타프릭스 & 드럼매니아 시리즈를 중심으로 악곡을 제공하고 있다.
2006년 12월 22일에는, 자신의 이름을 걸고 내놓은 첫 번째 앨범 "HEAVEN INSIDE"를 발매했고. 앨범에는, 피쳐링 아티스트로서 Marty Friedman이 참가하고 있다.

## 인물 소개
하드 록, 헤비 메탈 등, 기타를 메인으로 한 격렬한 장르의 악곡이 그의 음악의 주된 특징이다. 한발 더 나아가서는 민족음악풍의 악곡도 제작하고 있다. 그의 작품의 첫 번째 시리즈 악곡 인 "MODEL DD(DAY DREAM)" 시리즈는 고 난이도의 곡이다.(그 중에서도 DAY DREAM은 DD시리즈 최고난이도의 악곡이다) 또한, 악기 개조에 취미가 있으며, 개조한 악기를 작곡에 사용하기도 한다.

### 코나미입사 전 활동
17살 무렵에 기타를 시작해 프로그레시브 락 밴드 "카리스마"를 결성. 이 밴드의 드러머는 후에 수고왕으로 불리는 스가누마 코조였다. 그 후, 코니시 켄지와 함께 "DADA"를 결성. 2장의 앨범을 남겼다. DADA 해산 후, 이란인 삭스 플레이어, 소라브·사다트·라쥬바디 인솔하는 "SADATO GROUP"에 기타리스트로서 참가.유럽 투어 등을 실시했다. (SADATO GROUP의 유럽 투어에 대해 언급하고 있는 칼럼이 GUITARFREAKS 8thMIX & drummania7thMIX 내, Musician's Room 5에 실려있다.)
1985년, 후에 코나미에서 함께 일을 하게 되는 우사미 히토시와 후카미 세이치 등과 함께 밴드 "KENNEDY"를 결성. 첫 번째 앨범 "Twinkling NASA"를 발매하였다, 이 앨범은 신시사이저를 중심으로 DADA 의 음악성이 더해진 선율적인 락을 주로 담았다. 이 후, 야스다 타카시가 멤버로서 참가.
라이브 앨범이 된 두 번째 앨범 "Kennedy!"를 발매, 라이브에서는 멤버끼리 격렬한 라이브 퍼포먼스를 펼쳤다. 그러나, 키보디스트가 불의의 사고로 사망하여. KENNEDY는 해체되었다.
KENNEDY 해체 후, 야스다, 노베라의 이가라시 히사시승과 함께 하드록 밴드, "Kremlin"를 결성하였지만 그리 오래가지는 못했다. 그 후, 이즈미는 "After Dinner", "MILLPLAT"를 거치고, 코나미의 사내 밴드 코나미 구형파 클럽에 "루즈벨트 이즈미"라는 이름으로 참가. 야스다는 세라피스트로서 다른 길을 걷게 되었다.
이즈미가 KENNEDY로 활동하고 있었을 무렵에는, 프로젝트를 실시하고 있었다. 그 중의 하나인, "재현 레드 제페린"에서는, 베이스 기타로 활동을 하였다.

### 코나미입사 후
코나미 입사 후에는 코나미의 음악 게임인 기타프릭스 & 드럼매니아의 사운드 디렉터로 활동하고 있다.
입사 후에도 이가라시 히사시승 등과 함께 밴드 "MILLPLAT", "REDSTONE" 의 멤버로 활동했다.

## 대표작 (악곡 제공)

### 일반 게임
- 스낫챠
- SD스낫챠
- 메탈 기어 2 솔리드 스네이크
- 크라임 파이터즈
- 아스테릭스
- T.M.N.T. 슈퍼거북이 닌자
- T.M.N.T. Turtles in Time
- 메타모르피크포스
- 헨리엑스프로라스
- 슬램 덩크
- 스피드 킹
- 제트 웨이브
- 와인딘그히트
- 소라아사르트
- 화이팅 무술

### 비마니게임
- 기타프릭스
- 드럼매니아
- 비트매니아
- 비트매니아 III
- 비트매니아 IIDX
- 팝픈뮤직
- 키보드매니아
- 댄스 댄스 레볼루션
- 유비트

## 주요 악곡 (비마니시리즈)
괄호안은 수록작품,아티스트 명의
- Chicago Blue(GF)
- Cool Joe(GF)
- THE ENDLESS SUMMER(GF)
- FIRE（GF/DDR SuperNOVA2:泉陸奥彦）
- Happy man（GF/dm/bmFINAL/pm(ee'MALL):泉陸奥彦）
- SHAKE IT UP（GF）
- LUCKY? STAFF（GF）
- GO GO AGAIN（GF2:Fu Fu's）
- JET WORLD（GF2/dm/bmFINAL/pm8/DDR EXTREME:泉陸奥彦）
- WANNA BE YOUR BOY（GF2/dm:Dennis Gunn）
- MR. MACHINE（GF2/dm:泉陸奥彦/게임 "스피드 킹 BGM 어레인지）
- THE ADVENTURES（GF2/dm）
- MAGIC MUSIC MAGIC（GF2:Melodie Sexton）
- ESCAPE（GF2）
- ECLIPSE（GF2）
- THE ADVENTURES(GF2)
- KING G（GF2:Dennis Gunn）
- PRIMAL SOUL（GF2/dm Link.ver:泉陸奥彦/OST 상에서는 GF3&dm2에 수록）
- WAY TO GO（GF3:Bill Germain）
- A HAND TO HOLD（GF3:Angel O'Brien）
- LOUD!（GF3/dm2）
- JET WORLD Long ver.（GF3/dm5/OST 상에서는 GF2에 수록）
- L.A.RIDER（GF3/OST 상에서는 GF1에 수록）
- DOUBLE ORBIT（dm2)
- NAN QUEEN (GF3)
- CARNIVAL DAY（GF4/dm3:Paula Terry & Fu Fu's）
- FLY HIGH（GF4/dm3:Bil Germain）
- RIGHT ON TIME（GF4/dm3:Robbie Danzie）
- DAY DREAM（GF4/dm3:Mutsuhiko Izumi）
- PRIMAL SOUL Long ver.（GF4/dm3:Thomas Howard Lichtenstein）
- Tiger, too（GF5/dm4:Stephen Mcknight）
- Mr. Moon（GF5/dm4/KM3:Julie ann Frost）
- MAGICAL JET TOUR（GF5/dm4:Mutsuhiko Izumi）
- MAGICAL JET TOUR Longver.（GF5/dm4:Mutsuhiko Izumi）
- BALALAIKA, CARRIED WITH THE WIND（GF6/dm5/pm(ee'MALL)/DDR SuperNOVA:Julie ann Frost）
- MIDNIGHT SUN（GF6/dm5:泉陸奥彦）
- STOP THIS TRAIN（GF6/dm5:Thomas Howard Lichtenstein）
- Riff Riff Paradise（GF6/dm5）
- MISS YOU（GF6/dm5:くにたけみゆき/"RIGHT ON TIME" 일본어 보컬 버전）
- O JIYA（GF7/dm6:ASMAT & emi）
- Destiny Lovers（GF7/dm6/pm(ee'MALL2)/DDR EXTREME:くにたけみゆき）
- Riff Riff Orbit（GF7/dm6:泉陸奥彦）
- MODEL DD2（GF7/dm6:Mutsuhiko Izumi）
- 美麗的家郷（GF8/dm7:劉鋒)
- MODEL DD3（GF8/dm7:Mutsuhiko Izumi）
- HEAVEN INSIDE（GF8/dm7:Stephen Mcknight）
- スタアの恋人（GF8/dm7 power up.ver:くにたけみゆき）
- ROOPA（GF8/dm7 power up.ver:ASMAT)
- 涙のregret（GF9/dm8:くにたけみゆき）
- TIERRA BUENA（GF9/dm8/DDR SuperNOVA:WILMA DE OLIVEIRA）
- MODEL DD4（GF9/dm8:Mutsuhiko Izumi/게임 "스피드 킹" BGM 어레인지）
- USED TO ROCK'N'ROLL（GF9/dm8:Brad Holmes）
- CRIES IN THE WILDERNESS（GF9/dm8）
- Honolulu Loco Boy（GF10/dm9:アグネス キムラ）
- 水晶 ～瞳の中の未来～（GF10/dm9:くにたけみゆき）
- RISE（GF10/dm9:泉陸奥彦）
- r.p.m.RED（GF10/dm9:Kevin Vecchione）
- MODEL DD5（GF10/dm9:Mutsuhiko Izumi）
- SUNRISE STREET（GF11/dm10:泉陸奥彦）
- YARA TUM KAHAN?（GF11/dm10:ASMAT/）
- My Friend（GF11/dm10:くにたけみゆき）
- MODEL DD6（GF11/dm10:Mutsuhiko Izumi/게임 "메타모르피크포스" BGM 어레인지）
- LET ME BELIEVE（GF11/dm10:Brenda Vaughn/ "MAGIC MUSIC MAGIC" 어레인지 버전）
- AFTER A HARD DAY（GFV/DMV:Brad Holmes）
- NO MORE CRYING（GFV/DMV:Brenda Vaughn）
- タラッタダンス（GFV/DMV:森野くま子）
- 三度笠ポン太は今日も行く（GFV/DMV:荒牧陽子）
- Fairy Tales（GFV/DMV:泉陸奥彦）
- Balance（GFV/DMV:くにたけみゆき）
- Be Proud（GFV2/DMV2:くにたけみゆき）
- Burnt（GFV2/DMV2:Brad Holmes）
- Magic words?（GFV2/DMV2:森野くま子）
- MODEL DD7（GFV2/DMV2:Mutsuhiko Izumi/게임 "메타모르피크포스" BGM 어레인지）
- 風に吹かれて三度笠ポン太（GFV2/DMV2:あーたん(荒牧陽子)）
- Rock Star(GFV3/DMV3:Anna Vieste)
- WISH(GFV3/DMV3:mira)
- MODEL FT2(GFV3/DMV3:Mutsuhiko Izumi)
- MODEL FT2 Miracle Version(GFV3/DMV3:Mutsuhiko Izumi/"MODEL FT2" 의 트윈 기타 버전)
- エンジェルマジック（GFV3/DMV3:くにたけみゆき/"Mr. Moon" 일본어 보컬 어레인지 버전）
- Not So Bad(GF/DMV4 Яock×Rock:Brad Holmes)
- GORI GORI(GF/DMV4 Яock×Rock:ASMAT)
- Electric Lady(GF/DMV5 Rock to Infinity:Mutsuhiko Izumi)
- 母に抱かれて三度笠ポン太（CSGFV2/CSDMV2:あーたん/OST 상에서는 GFV3/DMV3에 수록）
- HALF MOON（IIDX14 GOLD:Mutsuhiko Izumi）
- ヒツゼンでしょ!（Happy Man Japanese Version）（pm13 카니발(가정용):あーたん/ "Happy man" 일본어 보컬 어레인지 버전）
- バリバリブギ ～涙のフルーツポンチ～（ee'MALL2:Hedel Bendel）
- アンデスの太陽(pm15 ADVENTURE:Mutsuhiko Izumi）
- MODEL DD8 (HEAVEN INSIDE:Marty Friedman) <GF/DMV4 Яock×Rock:Mutsuhiko Izumi feat. Marty Friedman>
- Power Game（GFV5/DMV5:荒牧陽子）
- 天国と地獄(jubeat:Mutsuhiko Izumi)
- Polaris(jubeat:Mutsuhiko Izumi)
- Snow Goose(jubeat:Mutsuhiko Izumi）
- Happy Happy(jubeat:ki☆ki)
- I love マミー(jubeat:荒牧陽子)
- Blue Forest (GFV5/DMV5:Mutsuhiko Izumi)
- ウィリアム・テル序曲 (jubeat:W.T. Orchestra)
- Crosswind (jubeat:Mutsuhiko Izumi）
- Russian Snowy Dance (jubeat ripples:Mutsuhiko Izumi）
- Green Green Dance (jubeat knit:Mutsuhiko Izumi）
- トルコ行進曲 (jubeat copious:T.M. Orchestra)
- Red Goose (jubeat copious:Mutsuhiko Izumi）
- Holy Snow (jubeat saucer:Mutsuhiko Izumi)
- Mirage (jubeat saucer:Mutsuhiko Izumi)

## 게임 관련 이외의 레코드 목록
- DADA/ "浄"(1978년)
- DADA/ "DADA"(1980년)

1993년에 CD판이 발매, 1998년에 Japanese Rock Legend 시리즈로 재발매되었다.
- DADA/ "城壁～スペシャルイシューVol.1"(1994년)
- KENNEDY/ "Twinkling NASA" (1986년)
- KENNEDY/ "KENNEDY!" (1987년)

MUSEA RECORDS 레이브로 재발매된 음반이 존재한다.
- 70's West Japanese Rock Scene (1991년)
- MILLPLAT/ "MILLPLAT" (1994년)

## 관련 링크
- 기타프릭스
- 드럼매니아
- 유비트
- 비마니